# Herrensohr

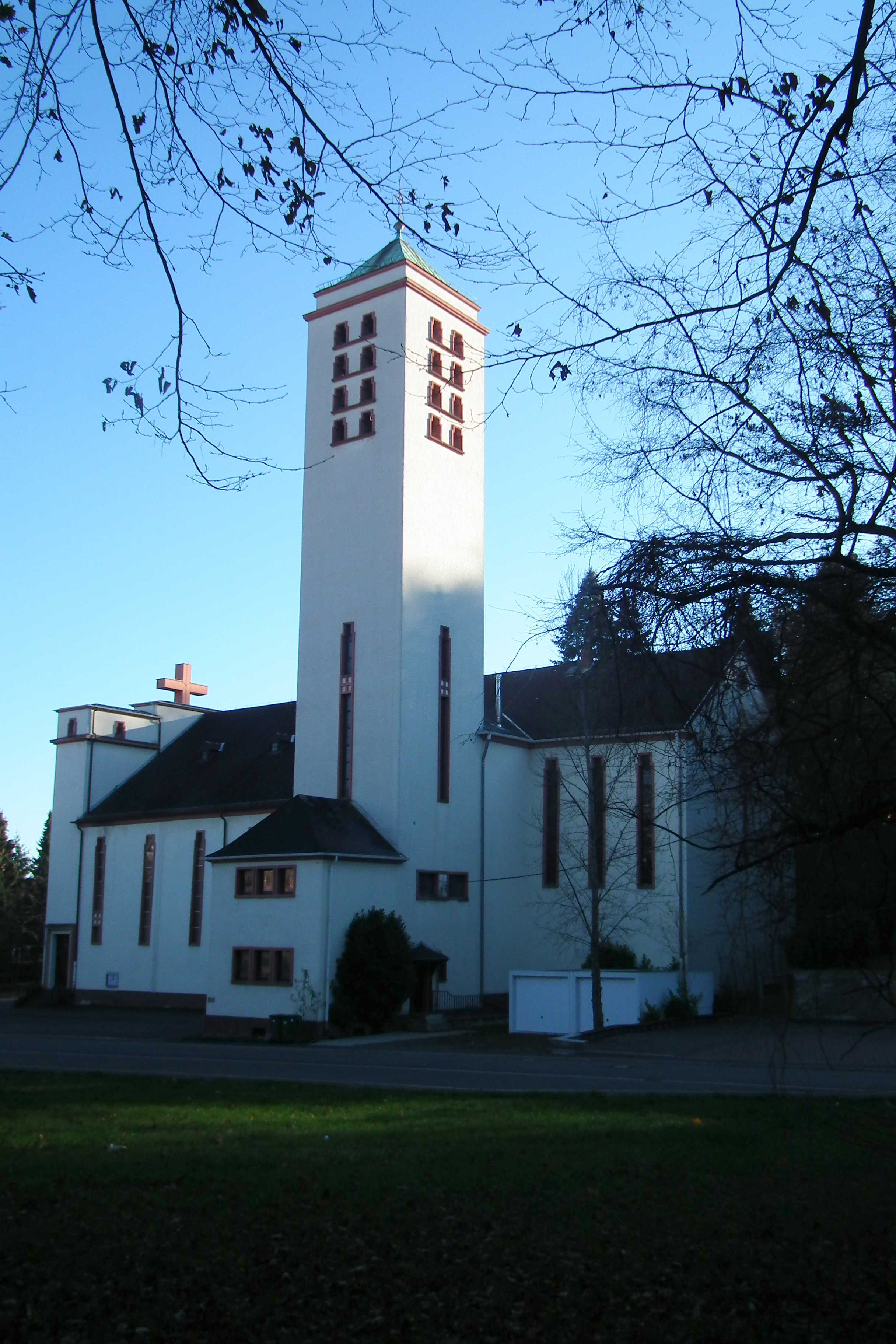
Katholische Kirche St. Marien, Expressionismus

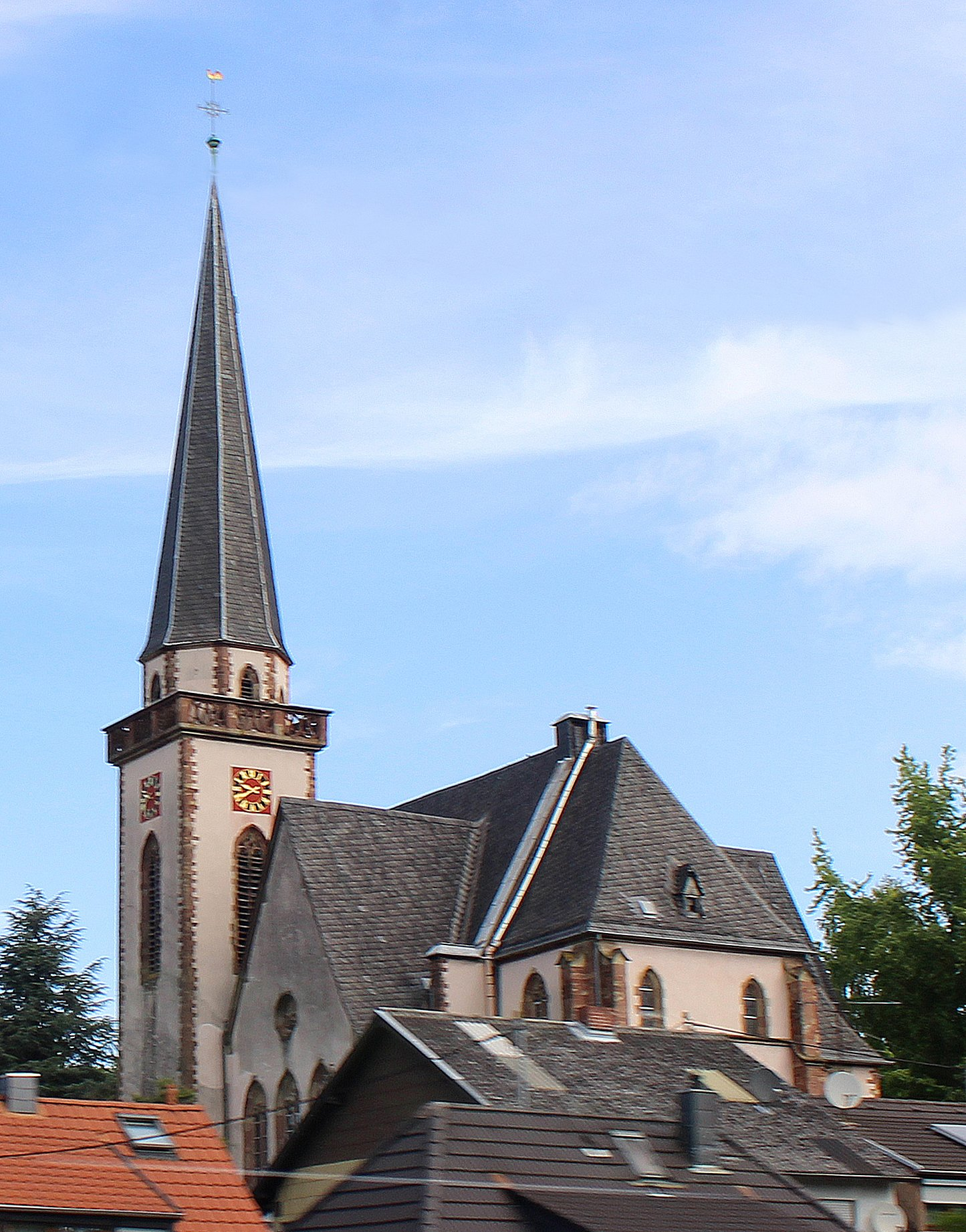
Evangelischen Kreuzkirche, Neogotik

Herrensohr (im Volksmund auch Kaltnaggisch genannt) ist ein Stadtteil von Saarbrücken innerhalb des Stadtbezirks Dudweiler (siehe Liste der Stadtteile Saarbrückens). Unmittelbare Nachbarorte sind Dudweiler und Jägersfreude. Der Ort wurde ab 1856 als Bergmannskolonie planmäßig auf einer ehemaligen Waldfläche errichtet. Er liegt am rechten Ufer des Sulzbaches, einem Nebenfluss der Saar.
Laut Volksetymologie komme der umgangssprachliche Zweitname des Ortes von der kahlen Rodungsfläche, auf der er erbaut wurde. Dazu würde auch der Namensbestandteil sohr (Adjektiv) und sohren (Verb) von Herrensohr passen, was – aktuell nur noch im Norddeutschen verwendet – für „verdorrt“, „vertrocknet“, „welk geworden“ bzw. „verdorren“, „vertrocknen“, „welk werden“ steht. Das Deutsche Wörterbuch von Jacob Grimm und Wilhelm Grimm übersetzt Sohr auch mit „Heide“. Der Volkskundler Nikolaus Fox bezeichnet den Namen allerdings als sprachliche Tautologie aus der ursprünglichen keltischen Örtlichkeitsbezeichnung gall/gallt (lat. collis, „Hügel“) und der späteren althochdeutschen Worthinzufügung nak („Spitze“). Der ursprüngliche Gewann-Name würde demnach heute einfach „Hügel“ oder „Anhöhe“ heißen.
Der Ort zählt zu den jungen Siedlungen des Saarlandes. Mitte des 19. Jahrhunderts nahmen der Bergbau und die Hüttenindustrie einen rasanten Aufschwung und der Bedarf an Steinkohle schnellte in ungeahnte Höhen. Da es hinsichtlich der Förderung von Kohle und der Bearbeitung von Eisen an Arbeitskräften mangelte, bemühte sich die Bergverwaltung an der Saar um die Anwerbung neuer Bergleute: Zunächst im Gebiet links der Saar zwischen Hostenbach und Saarlouis, dann auf dem Hunsrück, im Tal der Mosel, in der Eifel, im Westerwald, in Hessen, im Harz, in Sachsen sowie in Böhmen.
Probleme ergaben sich bei der Unterbringung der Zuwanderer. Ab dem Jahr 1852 plante daher die Bergbehörde die Anlage von Arbeiterkolonien, eine davon in der Nähe von Dudweiler. Man entschied sich, diese am westlichen Hang des Sulzbachtales zwischen Jägersfreude und Dudweiler anzulegen. Der Knappschaftsverein Saarbrücken hatte zum Zweck der Errichtung einer Bergmannskolonie vom Forstfiskus durch Tausch drei Walddistrikte mit den Namen „Herresohr“, „Bärendick“ und „Felsenborn“ erworben, die unter dem Namen „Herresohr“ im Dudweiler Grundbuch eingetragen waren. Der Name Herrensohr wird auch mit der „Herrenjagd“ in Verbindung gebracht, da das waldige Gebiet den Grafen von Saarbrücken zu Jagdzwecken gedient hatte; im Grimmschen Wörterbuch wird Sohr auch mit Jagdfalke übersetzt.
Eine Anfrage der Einwohner, man solle ihren Ort nach einem der beiden anderen Walddistrikte – Felsenborn oder Bärendick – benennen, wurde von der zuständigen Behörde abgelehnt. Im Folgejahr 1853 wurden zu diesem Zweck die drei im Grundbuch von Dudweiler unter dem Namen „Herre(n)sohr“ eingetragenen Waldstücke Bäresdick/Bärendick, Felsenborn und Herrensohr erworben. Die beiden bewaldeten Hügel werden durch den Römerbach, den Bärenbach sowie den Wolfsbach zum Sulzbach hin entwässert.
Nach der Rodung des vorgesehenen Siedlungsgebietes wurden die Wege markiert und die Bauplätze abgesteckt. Bereits im Jahr 1856 wurden mehr als zehn Häuser errichtet. In Bezug auf den gewaltigen Zustrom an Arbeitern und deren Familien kam es bei den bereits bestehenden Alt-Gemeinden wie Dudweiler zu Unmut, denn sämtliche anfallenden Kosten für Schulgeld, Armenpflege sowie für Schul- und Wegebau fielen zu Lasten der Gemeindeverwaltung Dudweilers, während die Dudweiler Gemeindekasse andererseits infolge der geringen Einkommen der Herrensohrer Bergleute wenig direkte Einnahmen erzielen konnte. So wurde auf einer Konferenz im Jahr 1858, die über die mit der Zuwanderung zusammenhängenden Probleme beriet, entschieden, dass an das neue Herrensohr keine Dudweiler Banngebiete abgetreten werden sollten, sondern der neue Ort ausschließlich als Ortsteil des alten Dudweilers juristisch eingeordnet wurde.
Im Jahr 1858 hatte Herrensohr 362 Einwohner, im Jahr 1865 schon 739, im Jahr 1880 bereits 1876, im Jahr 1885 stieg die Bevölkerung auf 2171 Menschen, um im Jahr 1910 mit 4538 Personen den bisherigen Höhepunkt seiner Bevölkerungsentwicklung erreicht zu haben.
Bei einem schweren Grubenunglück infolge einer Schlagwetterexplosion auf der Grube Camphausen in der Nacht vom 17. auf den 18. März 1885 kurz vor Mitternacht kamen 180 Bergleute ums Leben. Davon stammten 37 Bergleute aus Herrensohr.
Auch die beiden Weltkriege des 20. Jahrhunderts brachten viel Leid und Not über den Ort. Am 1. September 1939, dem Tag des Kriegsausbruchs, ordnete die Reichsregierung an, dass die Städte und Dörfer der sogenannten Roten Zone – einem Gebietsstreifen zwischen der Reichsgrenze und der Hauptkampflinie des Westwalls – von der Zivilbevölkerung innerhalb von drei Tagen geräumt werden müssen. Daraufhin wurden die Einwohner von Herrensohr in sogenannte Bergungsgebiete im Reichsgebiet verbracht. Erst am 13. Juli 1940 wurde Herrensohr für die evakuierte Bevölkerung wieder freigegeben. Am 16. Juli 1944 fielen gegen 9:45 Uhr zahlreiche Sprengbomben auf Herrensohr. Etwa 20 Häuser und die katholische Kirche wurden schwer beschädigt. Die evangelische Kirche wies hingegen leichtere Schäden auf. Bei dem Angriff verloren 22 Menschen ihr Leben. Am 20. März 1945 wurden Dudweiler und Herrensohr von der US-Armee besetzt. Zu dieser Zeit lebten in Herrensohr noch etwa 1.800 Einwohner.
Bis 1973 gehörte Herrensohr zur Stadt Dudweiler, im Zuge der Gebiets- und Verwaltungsreform im Saarland 1974 wurde Dudweiler mit Herrensohr nach Saarbrücken eingemeindet.
Am 30. April 2014 hatte der Ort 2.113 Einwohner, 2.083 am 30. September 2023.